# Mury obronne w Golubiu-Dobrzyniu
Mury obronne w Golubiu-Dobrzyniu – pozostałości murów obronnych miasta Golubia, powstałych w 1 poł. XIV w. Mury zostały wpisane do rejestru zabytków dnia 21 grudnia 1959 r. pod numerem A/140/432.

## Opis
Mury miały kształt nieregularnego pięcioboku złożonego z prostych odcinków murów, 17 prostokątnych baszt otwartych od strony miasta, czterech niewielkich wież narożnych (zachowała się tylko jedna). Wzdłuż murów znajdowały dawniej się cztery bramy - na traktach prowadzących do miasta znajdowały się bramy Zamkowa (Toruńska), Brodnicka, Dobrzyńska oraz brama Błońska o charakterze lokalnym. Z trzech stron mury otoczone były fosą, natomiast wschodnią ich część chroniła rzeka Drwęca. Mury zbudowano w technice opus emplectum, co oznacza, że ich ceglane ściany wypełnione są gruzem i kamieniami zalanymi wapienną zaprawą. Na fragmentach południowych zachowały się ślady dekorowania murów w romby cegłą zendrówką.

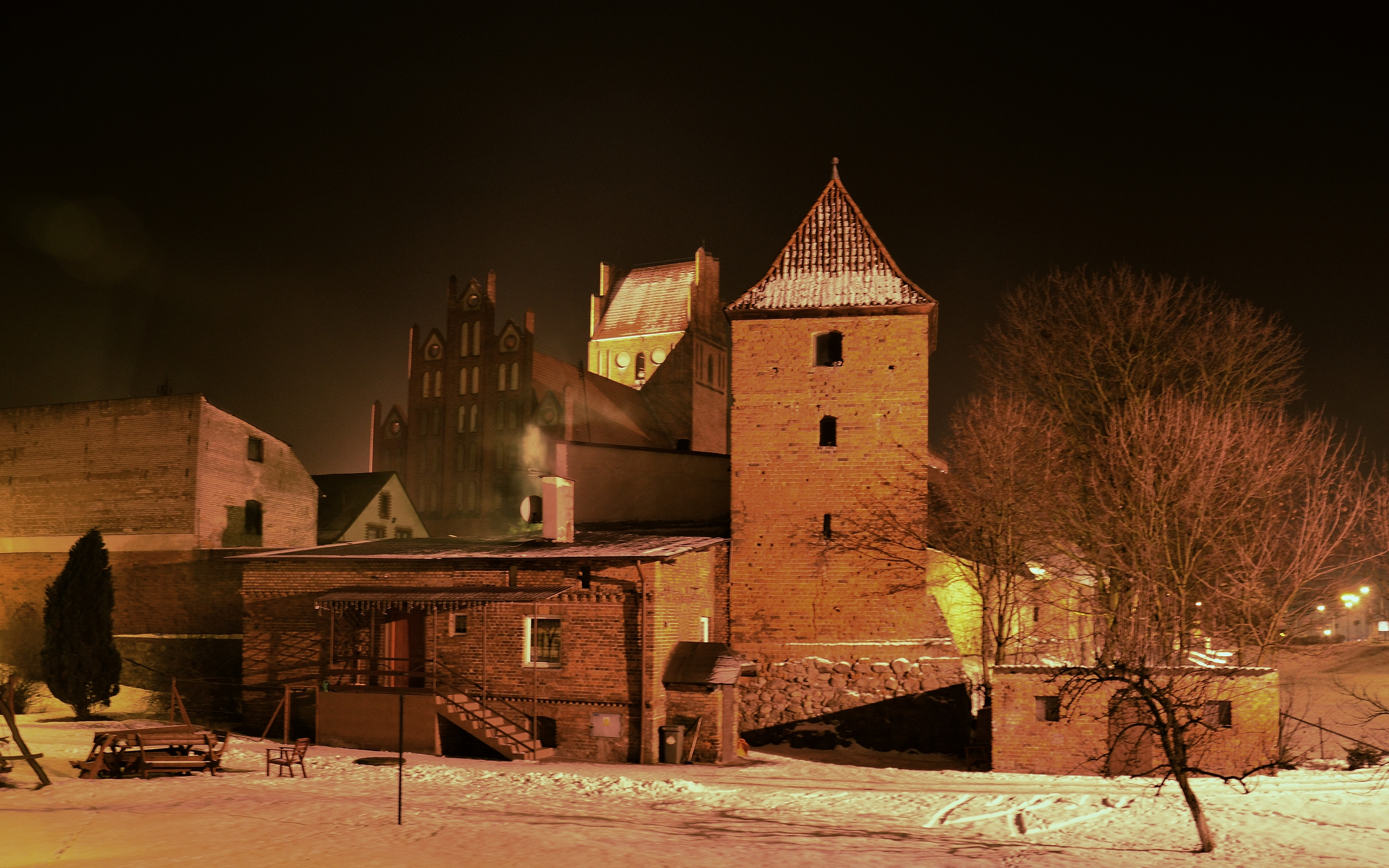
Wieża narożna

Podczas wojny golubskiej po zdobyciu miasta przez króla Władysława Jagiełłę w sierpniu 1422 roku, król rozkazał zburzyć ważniejsze elementy fortyfikacji miejskich, w tym wieżę, która była wyższa niż pozostałe, co uczyniono przez wykonanie podkopu, na skutek czego wieża ta zwaliła się do Drwęcy.
Jedyną zachowaną narożną wieżę w 1912 roku przykryto czterospadowym dachem namiotowym. Baszta ta w okresie międzywojennym służyła jako siedziba lokalnej organizacji Sokół i ZHP.

## Konserwacja
W latach 50. i 60. XX wieku PP PKZ w Toruniu przeprowadził prace konserwatorskie części zachowanych murów obronnych. W latach 90. XX wieku przeprowadzono kolejne prace konserwatorskie, rekonstruując dwie baszty na północnym odcinku przebiegu murów, zabezpieczając korony murów oraz usuwając przylegające do murów przybudówki. W 1999 roku uporządkowano przybudówki od strony plebanii przy ul. Kościelnej oraz przy ul. Browarowej tworząc bulwar nad Drwęcą. W tym samym roku wykupiono cześć działek od strony ul. Zamurnej. W 2002 roku rozebrano jedną z oryginalnych baszt od północy, która była nadbudowana konstrukcją szkieletową.